# März 1980
Portal Geschichte | Portal Biografien | Aktuelle Ereignisse | Jahreskalender | Tagesartikel

◄ |
19. Jahrhundert |
20. Jahrhundert
| 21. Jahrhundert

◄ |
1950er |
1960er |
1970er |
1980er
| 1990er | 2000er | 2010er | ►

◄ |
1976 |
1977 |
1978 |
1979 |
1980
| 1981 | 1982 | 1983 | 1984 | ►

◄ |
Dezember 1979 |
Januar 1980 |
Februar 1980 |
März 1980 |
April 1980 |
Mai 1980 |
Juni 1980 |
►
Dieser Artikel behandelt aktuelle Nachrichten und Ereignisse im März 1980.

## Tagesgeschehen

### Samstag, 1. März 1980
- New York/Vereinigte Staaten: Der Sicherheitsrat der Vereinten Nationen fordert in seiner Resolution 465 den israelischen Staat und dessen Bevölkerung auf, die israelischen Siedlungen in den besetzten Gebieten Gazastreifen, Golanhöhen, Ostjerusalem und Westjordanland abzubauen.[1]
- Nouméa/Neukaledonien: Die australische Fußballnationalmannschaft gewinnt die zweite Auflage der Ozeanienmeisterschaft durch einen 4:2-Sieg im Finalspiel gegen Tahiti.[2]
- Tunis/Tunesien: Da Ministerpräsident Hédi Nouira von der Sozialistischen Destur-Partei (PSD) sein Amt wegen einer Hirnblutung in naher Zukunft nicht wird ausüben können, ernennt Präsident Habib Bourguiba (PSD) den Minister für Nationale Erziehung Mohamed Mzali (PSD) zum „Koordinator“ der Regierungsgeschäfte.[3]

### Sonntag, 2. März 1980
- Asunción/Paraguay: Club Olimpia aus Asunción gewinnt das Rückspiel um den Fußball-Weltpokal für Vereinsmannschaften mit 2:1 gegen Malmö FF aus Schweden. Das Hinspiel endete 1:0 für Club Olimpia.[4]
- Bern/Schweiz: In einer Volksabstimmung verwerfen die Stimmberechtigten die Initiative zur „vollständigen Trennung von Staat und Kirche“, während sie den Bundesbeschluss über die Neuordnung der Landesversorgung annehmen. Damit können die Kantone weiterhin die Kirchensteuer eintreiben. In der Frage der Versorgung wird Handelsunternehmen eine Pflichtlagerhaltung für Zeiten „schweren Mangels“ auferlegt. Die Lagerhaltung betrifft jene Rohstoffe, die die Schweiz zu 100 % importiert, z. B. flüssige Treib- und Brennstoffe.[5]
- Linz/Österreich: Die Delegierten des Parteitags der FPÖ wählen zwischen Harald Ofner und Norbert Steger den Nachfolger des Parteiobmanns Alexander Götz aus. 55,3 % entscheiden sich bei der Abstimmung für Steger.[6]

### Montag, 3. März 1980
- Stuttgart/Deutschland: Bei der Landtagswahl in Baden-Württemberg entscheidet sich die absolute Mehrheit der Wähler für die Fortsetzung der Regierung von CDU-Ministerpräsident Lothar Späth. Die Ergebnisse von SPD und FDP bleiben im Vergleich zu 1976 nahezu konstant, die Grünen ziehen auf Anhieb in den Landtag ein.[7]

### Dienstag, 4. März 1980
- Bern/Schweiz: Die Bundesversammlung stimmt für die Annahme des Internationalen Übereinkommen zur Regelung des Walfangs.[8]

### Donnerstag, 6. März 1980
- Paris/Frankreich: Die Gelehrtengesellschaft Académie française nimmt zum ersten Mal seit ihrer Gründung im Jahr 1635 ein weibliches Mitglied auf. Die Wahl fällt auf die 1903 im belgischen Brüssel geborene französisch-amerikanische Schriftstellerin Marguerite Yourcenar.[9]

### Freitag, 7. März 1980
- Kuala Lumpur/Malaysia: Ein Treffen von Ministern aus den Mitgliedstaaten des Verbands südostasiatischer Nationen ASEAN mit Ministern aus den Mitgliedstaaten der Europäischen Gemeinschaften endet mit einer gemeinsamen Erklärung zu engerer wirtschaftlicher Kooperation. Als globale Konfliktbereiche werden u. a. knappe Rohstoffe und Handelshemmnisse benannt. Die Wichtigkeit einer positiven wirtschaftlichen Entwicklung in Südostasien, auch als Grundlage für politische Stabilität, wird hervorgehoben.[10]

### Samstag, 8. März 1980
- Lagos/Nigeria: Gastgeber Nigeria siegt im Eröffnungsspiel der 12. Fußball-Afrikameisterschaft 3:1 gegen Tansania.[11]

### Sonntag, 9. März 1980
- Nordrhein-Westfalen/Deutschland: Die Kommunistische Partei Deutschlands (Aufbauorganisation) beschließt auf ihrem 3. Parteitag die Selbstauflösung. Sie entstand als so genannte „K-Gruppe“ aus der westdeutschen Studentenbewegung der 1960er Jahre und ist nicht identisch mit der Kommunistischen Partei Deutschlands, die einerseits in der heutigen Regierungspartei der DDR aufging und andererseits in der Bundesrepublik im August 1956 verboten wurde.[12]

### Samstag, 15. März 1980
- Saalbach-Hinterglemm/Österreich: In den Gesamtwertungen des Alpinen Skiweltcups 1979/80 belegen die Geschwister Andreas und Hanni Wenzel aus Liechtenstein nach den letzten Rennen jeweils Platz 1.[13]

### Montag, 17. März 1980
- Washington, D.C./Vereinigte Staaten: US-Präsident Jimmy Carter unterschreibt den Refugee Act (deutsch Flüchtlingsgesetz) und überträgt damit die Definition eines „Flüchtlings“ aus dem internationalen Abkommen über die Rechtsstellung der Flüchtlinge in nationales Recht. Das Gesetz soll das Verfahren der Flüchtlingsaufnahme in den Vereinigten Staaten systematisieren. Seine Dringlichkeit beruht hauptsächlich auf der Ankunft einer großen Zahl an Migranten aus Kambodscha, Laos und Vietnam in den letzten Jahren.[14][15]

### Mittwoch, 19. März 1980
- Peking/China: Mit der Veröffentlichung provisorischer Regulationen ebnet die Bank of China den Weg zur Einführung einer Währung für Besucher aus dem Ausland. Künftig werden Einheimische mit dem so genannten „Volksgeld“ (chinesisch 人民币, Pinyin Rénmínbì) bezahlen und Besucher aus dem Ausland mit dem „Fremdengeld“ (chinesisch 外币, Pinyin Wàibì). Diese Trennung soll der politischen und wirtschaftlichen Führung der Volksrepublik die Kontrolle des aus dem Ausland eingebrachten Vermögens erleichtern.[16]

### Freitag, 21. März 1980
- Bern/Schweiz: Da die Nachbarländer der Schweiz und Liechtensteins ab dem 6. April dieses Jahres die Sommerzeit befolgen werden, beschließt der Bundesrat auch für die Schweiz, wirksam ab 1981, die Einführung der Sommerzeit. Damit im laufenden Jahr trotz des Zeitunterschieds von einer Stunde zu den Nachbarländern keine chaotischen Zustände aufkommen, werden Teile der Schweizer Wirtschaft geänderte Arbeitszeiten ansetzen und die Schweizerischen Bundesbahnen nach einem Sonderfahrplan verkehren.[17]

### Samstag, 22. März 1980
- Lagos/Nigeria: Gastgeber Nigeria gewinnt im Finale der 12. Fußball-Afrikameisterschaft 3:0 gegen Algerien.[18]

### Sonntag, 23. März 1980

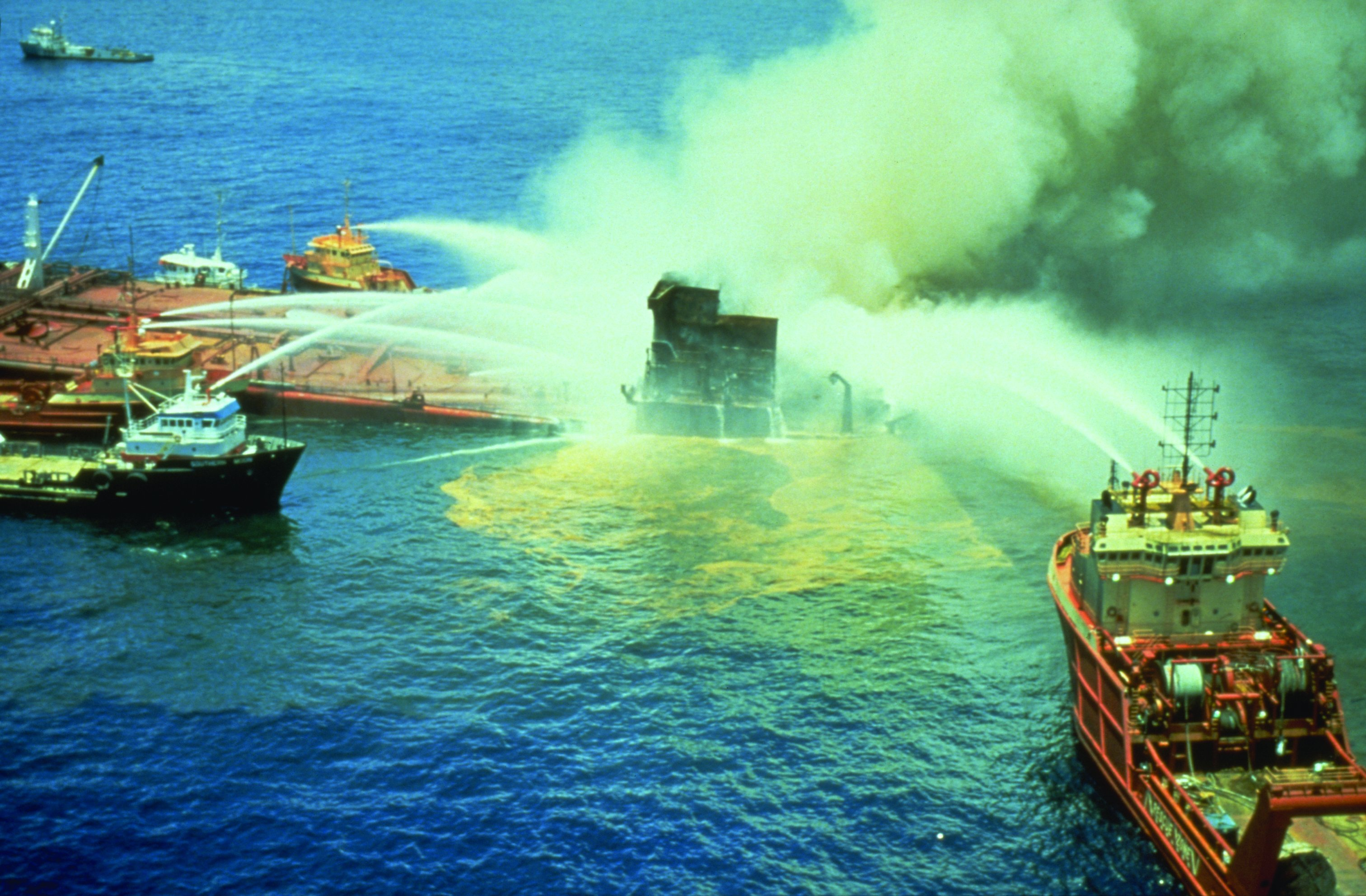
Szene im Golf von Mexiko nach der Havarie der Plattform Ixtoc I (1979)

- Golf von Mexiko: Der Austritt von Erdöl durch das Bohrloch Ixtoc I nördlich der Küste des mexikanischen Bundesstaats Campeche kann nach circa zehn Monaten gestoppt werden. Im Juni 1979 führte ein Problem mit der Flüssigkeitsabfuhr aus dem Bohrloch zu einer Explosion und seitdem liefen rund 530 Millionen l Öl ins Meer; nie zuvor gab es eine durch Menschen ausgelöste so genannte „Ölpest“ in solch einem Ausmaß.[19]
- Rom/Italien: Die Guardia di Finanza (deutsch Finanzwacht, GdF) verhaftet zwölf Fußballspieler und einen Vereinspräsidenten und gibt bekannt, dass die Verdächtigen mutmaßlich den Ausgang von Spielen der höchsten nationalen Profiliga sowie der zweithöchsten Spielklasse manipulierten. Der Betrug betrifft u. a. die Vereine AC Milan, SSC Napoli, SS Lazio aus Rom und Juventus FC aus Turin. Die GdF entdeckte das System, nachdem sich zwei Ladenbesitzer mit ihrem Wissen an die Behörde wandten.[20]
- Warschau/Polen: Bei der Wahl zum Sejm stehen 646 Bewerber für die 460 Abgeordnetensitze zur Auswahl. Die Kandidaten wurden von der Nationalen Einheitsfront aufgestellt, welche unter Kontrolle der Vereinigten Arbeiterpartei (PZPR) steht. Die PZPR erhält bei der Wahl 57 % der Sitze im Parlament.[21]

### Montag, 24. März 1980
- El Salvador/San Salvador: Ein  Scharfschütze tötet im Auftrag der regierungstreuen Streitkräfte in El Salvador den Erzbischof Óscar Romero während einer Messe in einer Kapelle. Am Tag zuvor rief Romero in einer Radio-Sendung alle Soldaten zur Gehorsamsverweigerung auf, damit die alltäglichen Misshandlungen von Zivilisten zum Ende kommen.[22]